# Hampapura, Heggadadevankote
Hampapura là một làng thuộc tehsil Heggadadevankote, huyện Mysore, bang Karnataka, Ấn Độ.